# Söderkulla kyrka
Söderkulla kyrka är en luthersk stenkyrka som är belägen i Söderkulla i södra Sibbo i det finländska landskapet Nyland. Den används av Sibbo svenska och finska församlingar. 

## Historia
I och med justeringen av gränsen mellan Helsingfors och Sibbo 2009 kom en del av Sibbo svenska församling att överföras till Matteus församling i Helsingfors prosteri. Bland annat Östersundom hörde till detta område. När församlingen därmed miste Östersundom kyrka, uppstod ett behov av en annan kyrka i södra Sibbo, och 2018 invigdes Söderkulla kyrka. Kyrkan är ritad av sibboarkitekten Juhani Aalto.

## Byggnaden
I kyrkan finns en kyrksal med plats för cirka 100 personer samt en församlingssal med plats för cirka 50 personer med en öppningsbar vägg mot kyrksalen. I kyrkan finns också köks- och grupputrymmen samt utrymmen för bandverksamhet och kansli.
Kyrkan värms upp med bergvärme och en stor del av elen produceras av solpaneler på församlingsutrymmenas tak.